# Richard Hell and the Voidoids
Richard Hell and the Voidoids — американская панк-рок-группа, основанная Ричардом Хэллом в Нью-Йорке в 1976 году. Одна из первых и наиболее влиятельных панк-групп 1970-х, получившая известность благодаря песне «Blank Generation», ставшей «гимном» панк-поколения. Группа была охарактеризована как «одна из самых бескомпромиссных рок-групп». Внешний вид Ричарда Хэлла и участников группы стал олицетворением субкультуры панка, особое влияние было оказано на зарождавшуюся британскую панк-сцену. Влияние группы признавали Sonic Youth и Minutemen, британские музыканты Элвис Костелло и Sex Pistols также вдохновлялись поэзией и музыкой группы.

## История
После ухода из группы «The Heartbreakers» в 1976 году Ричард Хэлл основал группу, в которой мог быть полноправным лидером и в конечном итоге сыграть и записать все свои песни, написанные им ещё в составе групп «Heartbreakers» и «Television». Группа была основана Хэллом совместно с Робертом Куином, который впоследствии вспоминал, что увидел Хэлла впервые на концерте группы «Heartbreakers» и был потрясен его выступлением.
Куин и Хэлл увлекались в ту пору музыкой протопанк-групп «The Velvet Underground», «The Stooges», «New York Dolls», а также рок-групп «The Beatles», «Rolling Stones» и Боба Дилана. Вторым гитаристом группы в 1976 году стал Айван Джулиан, впоследствии также ставший соавтором многих песен с Хэллом в период с 1976 по 1979 годы.
Изначально группа названия не имела. Так в 1976 году был издан первый мини-альбом группы «Another World», спродюсированный Терри Орком, тогдашним менеджером Хэлла. В мини-альбом вошли песни, исполняемые Хэллом ещё в составе «Heartbreakers» — «You Gotta Lose» и «Blank Generation», а также заглавный шестиминутный авангардный трек «(I Could Live With You) (In) Another World» (Я мог бы жить с тобой в другом мире). Сам Хэлл во время написания песен вдохвновлялся поэзией Артура Рэмбо. По словам очевидцев, манеру носить вздыбленные волосы Хэлл тоже перенял у французского поэта. Мини-альбом был выпущен под именем Ричарда Хэлла. Название группы «Voidoids» появилось позже: слово «Voidoid» взято из названия новеллы авторства Хэлла, написанной им в 1973 году (русскоязычной публике роман известен как «Пустоид»).
В то время Хэлл окончательно разработал себе сценический имидж, который впоследствии ассоциируется с панками: рваная одежда, в частности рубашки с оторванными рукавами, и торчащие вверх (чаще в разные стороны) волосы. Впоследствии Малкольм Макларен позаимствовал имидж Хэлла, создав в Великобритании группу «Sex Pistols». Он вспоминал о Хэлле, как о «парне, полном противоречий, оборванном, как будто он только что вылез из канализации, словно он весь покрыт слизью, словно он не спал и не мылся годами».

### 1977—1979. «Blank Generation»
В начале 1977 года Richard Hell & The Voidoids стали гастролировать по клубам «CBGB» и «Max Kansas City» вместе с Heartbreakers, Dead Boys, Ramones, The Stooges, Blondie, Патти Смит и Элвисом Костелло, а затем и в Великобритании в совместном турне с The Clash, творчество которых нравилось Хэллу, ровно как и его творчество музыкантам «Clash».
В сентябре 1977 года выходит дебютный альбом группы «Blank Generation», название которого дано в честь одноименной песни. В текстах альбома формируется так называемая урбанистическая «панк-поэзия», а Ричард Хэлл становится панк-поэтом своего поколения и законодателем жанра. Музыка альбома имела явное влияние гаражного рока и авангарда и отличалась от прямолинейного и грязного звука Ramones и британизированного звука Dead Boys. Отличительной чертой были атональные пассажи Роберта Куина вкупе с плотной ритм-секцией.
После выхода альбома у Хэлла начался творческий кризис: он утверждал, что уже написал все песни, которые мог, и больше ему сказать было нечего. Ситуацию усугубляла сильная наркотическая зависимость, которая к 1978 году привела к напряженному отношению между участниками, а затем и распаду группы. Марк Бэлл ушел первым, когда Томми Рамон предложил ему место ударника в Ramones. Впоследствии он переименовал себя в Марки Рамона. Айван Джулиан и Роберт Куин ещё играли в новом составе группы Хэлла 1978 года: во время записи сингла «The Kid With The Replaceable Head»/«I’m Your Man». Сингл вышел в 1979 году.

### 1980—1984. «Destiny Street»
В 1980 году вышел фильм «Пустое поколение» (название фильму дал первый альбом и одноименная песня группы), где Ричард с группой исполнил свои песни, несмотря на то, что в 1980 году период группа практически не существовала (съёмки группы проводились до 1980 года). Фильм снял немецкий режиссёр Улли Ломмелл, также в фильме принял участие художник Энди Уорхол. Помимо главной роли, Хэлл также указан как сценарист и композитор фильма. В этот период Хэлл начал сниматься в других кинокартинах: в 1982 году Хэлл снялся в фильме режиссёра Сьюзен Зейделман Smithereens, а в 1985 сыграл эпизодическую роль без слов убитого бойфренда Мадонны в фильме «Отчаянно ищу Сьюзен».
К 1982 году Хэлл набрал новый состав «Voidoids»: место гитариста Айвана Джулиана занял Наукс (Хуан Масиель), а ударника — Фрэд Махер. В 1982 году был записан второй альбом группы «Destiny Street», который не снискал той же популярности, что и первый альбом, но был высоко оценён критиками. Впоследствии альбом имел коммерческий успех. В таком виде группа просуществовала до 1984 года, после этого состав постоянно менялся, а постоянными участниками оставались Ричард Хэлл и Роберт Куин. Последняя попытка реанимировать The Voidoids была в 1985 с составом: Хэлл (вокал), Джоди Харрис (гитара), Тэд Хоровитц (бас), Антон Фиер (ударные). Попытка не увенчалась успехом.

### После распада
После 1985 года группа редко собиралась для концертов или записей. Известен реюнион группы в 1990 году (для гастролей с Японией) и в 2000 году (для записи треков, впоследствии записан был один). В записи 2000 года участвовал первый состав Voidoids: Хэлл, Джулиан, Белл и Куин.
Роберт Куин принимал участие как гитарист в записи альбома Лу Рида «The Blue Mask», Брайана Ино «Nerve Net», Тома Уэйтса «Rain Dogs» и многих других. Умер 21 мая 2004 года, в 61 год, от перидозировки героина как попытки совершить самоубийство после смерти жены.
Марк Бэлл после Voidoids начал успешную карьеру панк-барабанщика под псевдонимом Марки Рамон, играя в Ramones и Misfits.
Ударник Фрэд Махер принимал участие в записи альбомов Лу Рида и записал совместный альбом с Робертом Куином «Basic» в жанре новой волны.
Айван Джулиан после 1980 года создавал свои собственные панк-группы «The Outsets» (1980-85) и «Lovelies» (1988), также принимал участие в записи альбома The Clash «Sandinista!», а в 2005 году вместе с Марки Рамоном играл в супергруппе «Osaka Popstar», в репертуаре которой были кавер-версии песен «Blank Generation» и «Love Comes In Spurts».
Ричард Хэлл основал группу «Dim Stars» вместе с музыкантами Sonic Youth; группа выпустила один альбом, после чего распалась. Позже Хэлл отошел от музыки и занимался, в основном, журналистской и писательской деятельностью.

## Признание
- Гитарист Роберт Куин был внесён в список 100 величайших гитаристов всех времён по версии журнала Rolling Stone в 2003 году, заняв 80 место[8].
- Альбом «Blank Generation» был помещен на 21-е место в списке «40 величайших панк-альбомов всех времен» по версии журнала Rolling Stone в 2016 году[9].
- Название книги «Прошу, убей меня» является отсылкой к Ричарду Хэллу, носившему майку с такой надписью.

## Участники группы
- Ричард Хэлл — вокал, бас-гитара (1976—1979, 1980, 1982—1984, 1985, 1990, 2000)
- Роберт Куин — соло-гитара (1976—1979, 1980, 1982—1984, 2000)
- Айван Джулиан — гитара (1976—1979, 1980, 2000)
- Марк Белл — ударные (1976—1978, 1980, 2000)
- Джерри Антониус — бас-гитара (1978—1979)
- Фрэнк Мауро — ударные (1978—1979)
- Джан Ксавьер — бас-гитара (1979)
- Джеймс Моррисон — ударные (1979)
- Фрэд Махер — ударные (1982—1984)
- Наукс (Хуал Масиель) — гитара (1982—1984)

## Дискография

### Студийные альбомы
- Blank Generation (1977)
- Destiny Street (1982)

### Мини-альбомы
- Another World / Blank Generartion / You Gotta Lose (1976)
- Time / Don’t Die (1980) (сплит с Neon Boys, выпущен в 1991 году)

### Синглы
- Blank Generation / Love Comes In Spurts (1977)
- The Kid with the Replaceable Head / I’m Your Man (1979)

### Сборники и концертные альбомы
- Funhunt (1979, выпущен в 1989 году)